# Schichau-Werke
Zakłady Schichaua w Elblągu (niem. F. Schichau, Maschinen- und Lokomotivfabrik, Schiffswerft und Eisengießerei GmbH) – zakłady mechaniczne, w tym stocznia, funkcjonujące w latach 1855–1945, założone przez Ferdinanda Gottloba Schichaua. Były jedną z ważniejszych stoczni budujących okręty w Niemczech, szczególnie torpedowce i niszczyciele. Zakłady Schichaua były też dużym producentem lokomotyw.

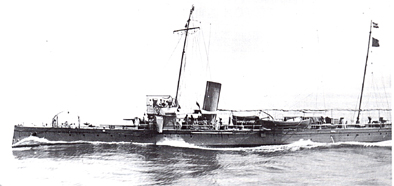
Austro-węgierska kanonierka torpedowa „Blitz” z 1888, zbudowana przez stocznię Schichaua

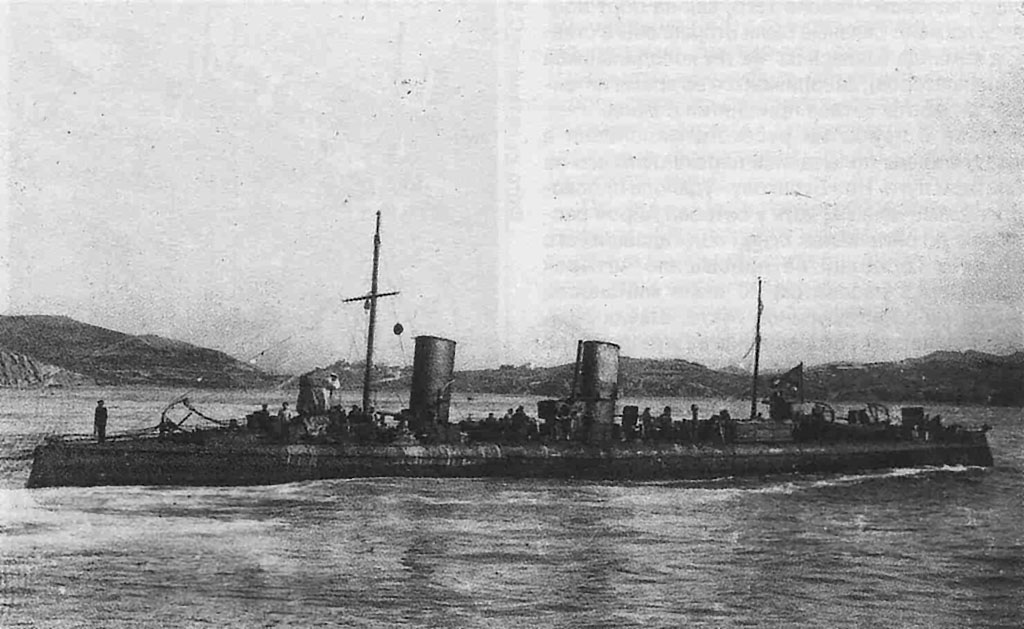
Zbudowany dla Chin niszczyciel „Hai Hua” z 1898 (później rosyjski „Lejtienant Burakow”) – jeden z najszybszych wówczas na świecie

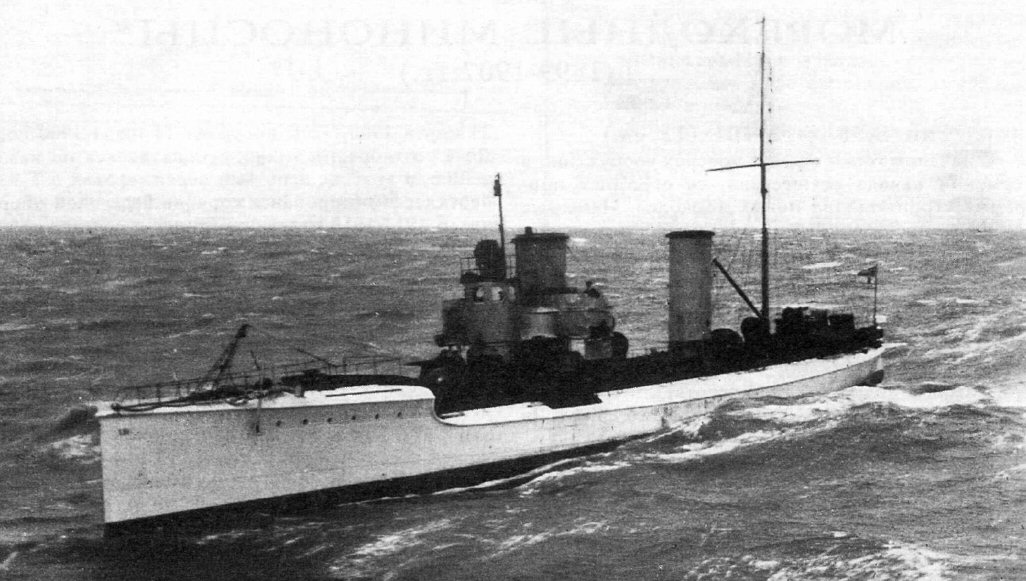
Pierwszy zbudowany w Niemczech niszczyciel – S 90 budowy Schichaua

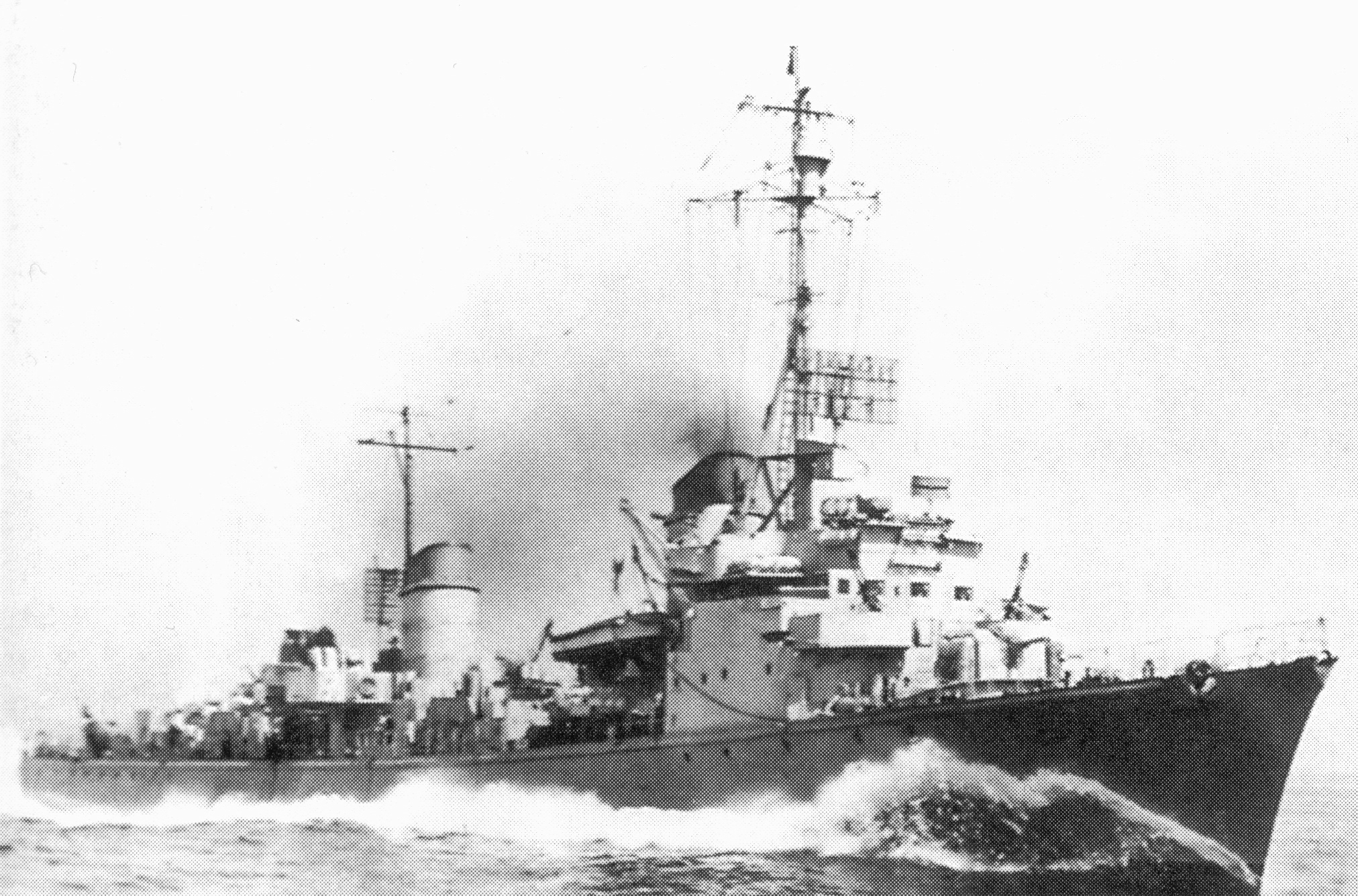
Torpedowiec T35 typu 1939 (Elbing) z 1943, budowy stoczni Schichaua

## Historia

### Początki przedsiębiorstwa Schichaua
W 1837 Ferdinand Schichau otworzył w Elblągu warsztat budowy maszyn (przy nieistniejącej obecnie ulicy Wały Staromiejskie), w którym zajmował się budową i naprawą przede wszystkim maszyn parowych dla przemysłu, a także pras hydraulicznych i sprzętu rolniczego. Zainteresowany przemysłem okrętowym rozwinął wkrótce swoje przedsiębiorstwo w tym kierunku. Pierwszym zamówieniem tego typu było wykonanie w 1841 silnika i wyposażenia dla pierwszej mechanicznej pogłębiarki (bez własnego napędu) wyprodukowanej w Niemczech, używanej przez następne 45 lat na rzece Elbląg i Zalewie Wiślanym. W 1847  w jego przedsiębiorstwo powstała maszyna parowa do napędu pierwszego parowca „James Watt” zbudowanego całkowicie w Królestwie Prus (kadłuby tych jednostek powstawały jeszcze w sąsiedniej stoczni Mitzlaffa). W 1852 dostarczył wyposażenie dla budowanej w Gdańsku korwety pruskiej marynarki wojennej – „Danzig”.

### Powstanie stoczni
W 1854 F.Schichau postanowił zbudować własną stocznię i w tym celu uzyskał od władz miejskich część Fosy Dworu Popielnego (Aschhofgraben) w rejonie dawnych umocnień miejskich skomunikowaną z rzeką Elbląg. 21 czerwca 1855 zwodowano tam pierwszy statek, zamówiony przez grupę elbląskich przedsiębiorców. Był to pierwszy niemiecki parowiec o konstrukcji żelaznej z napędem śrubowym – „Borussia”. Większość produkcji zakładów F.Schichaua początkowo stanowiły maszyny, parowozy urządzenia dla młynów zbożowych, gorzelni czy też cukrowni. Do 1872 zbudowano 50 statków. W tym samym roku Schichau powiększył zakład, wykupując stocznię Mitzlaffa na północnym brzegu Fosy Dworu Popielnego. Schichau produkował głównie niewielkie statki pasażerskie i handlowe, głównie o napędzie łopatkowym, na potrzeby armatorów z Prus Wschodnich i na eksport, przede wszystkim do Imperium Rosyjskiego (od 1863), w tym na ziemie dawnej Polski. Istotnym przedmiotem działalności była budowa pogłębiarek, szeroko eksportowanych (m.in. do Cesarstwa Japonii, Australii, Kanady i Wielkiej Brytanii i Irlandii) oraz holowników. W 1876 zwodowano setny statek.

### Okres największego rozwoju (1877–1918)
Dalszy rozwój przedsiębiorstwa zapewniły liczne zamówienia wojskowe, począwszy od 1877 roku, przede wszystkim dla szybko rozbudowującej się Kaiserliche Marine. Stocznia F.Schichau wyspecjalizowała się przede wszystkim w budowie torpedowców i później niszczycieli, budując większość niemieckich jednostek tych klas przed I wojną światową (nosiły one oznaczenia w postaci litery S z numerem, pochodzącej od inicjału producenta). Budowano także liczne jednostki na eksport, m.in. dla Rosji, Austro-Węgier, Brazylii i Cesarstwa Chin (zbudowane dla Chin niszczyciele typu Hai Long z 1898 pobiły ówczesny rekord prędkości osiągając 33,6 węzła). W latach 1872–1893 zbudowano w stoczni 450 jednostek, w tym 163 okręty, z tego 156 torpedowców i niszczycieli.
W 1884 F.Schichau wykupił sąsiednią fabrykę maszyn C.F. Steckla. Dalszy rozwój ograniczała jednak płytka i wąska rzeka Elbląg, nad którą ulokowana była stocznia, co uniemożliwiało budowę większych jednostek. Dlatego od 1889 Schichau zorganizował warsztaty remontowe okrętów w Piławie (stocznia elbląska nie zajmowała się remontami), a w 1892 uruchomił nowo zbudowaną większą stocznię w Gdańsku. W stoczni w Elblągu nadal budowano mniejsze jednostki. Po śmierci Schichaua w 1896 przedsiębiorstwo prowadził zięć, Carl Heinz Ziese. Wykupiono wówczas dalsze tereny w Elblągu leżące wzdłuż rzeki Elbląg, budując cztery większe pochylnie i poszerzając rzekę naprzeciwko nich. Oprócz udanych maszyn parowych własnej konstrukcji, od 1907 w zakładach F.Schichau produkowano na licencji okrętowe turbiny parowe.
W trakcie I wojny światowej zintensyfikowano produkcję niszczycieli i torpedowców. Pod koniec wojny rozpoczęto także produkcję okrętów podwodnych, lecz ich nie ukończono przed jej zakończeniem.

### Okres międzywojenny i upadek
Rozwój przedsiębiorstwa zakończyła klęska Cesarstwa Niemieckiego w I wojnie światowej, powrócono wówczas do budowy małych jednostek cywilnych. Zerwaniu uległy ścisłe więzi kooperacyjne z zakładem, który znalazł się w Wolnym Mieście Gdańsku. Na skutek kryzysu gospodarczego połączonego z mało wydajnym zarządzaniem, stocznia stanęła w obliczu bankructwa, lecz 29 maja 1929 roku spółka z ograniczoną odpowiedzialnością została przejęta przez państwo. W okresie międzywojennym XX w. zbudowano w Elblągu jedynie ok. 100 jednostek cywilnych, w tym 30 holowników. Od 1937, w związku z intensywną remilitaryzacją Cesarstwa Niemieckiego, ponownie rozpoczęto budowę okrętów dla Kriegsmarine – sześciu torpedowców typu 1935 i dziewięciu typu 1937, po czym większą serię dużych torpedowców typu 1939 (nazywanych od stoczni typem Elbing). Od 1944 budowano także miniaturowe okręty podwodne Typ XXVIIB Seehund, których ukończono aż 136. Historia Schichau-Werke zakończyła się wraz z klęską Niemiec i wcieleniem Elbląga do Polski w 1945 roku.
Po II wojnie na terenie dawnych Schichau-Werke utworzono zakłady turbin parowych Zamech.

## Wybrane statki i okręty zbudowane w Zakładach Schichaua
torpedowce:
- A 26 (1916)